# Shitalpur Bairgania
Shitalpur Bairgania – gaun wikas samiti w środkowej części Nepalu  w strefie Narajani w dystrykcie Rautahat. Według nepalskiego spisu powszechnego z 2001 roku liczył on 930 gospodarstw domowych i 6081 mieszkańców (2892 kobiet i 3189 mężczyzn).